# Piper Navajo
Piper Navajo é uma aeronave bimotor executiva a pistão de pequeno parte, com capacidade para transportar seis passageiras em viagens intermunicipais e interestaduais (rotas domésticas), projetada e fabricada nas Estados Unidos pela Piper Aircraft a partir da década de 1960 e interrompida na década de 1980, cuja proposta na época era a de oferecer a agropecuaristas, empresários e executivos americanos e de outros países uma alternativa mais acessível e econômica do que aeronaves turboélices.

## Criação e desenvolvimento
Entre as várias vantagens técnicas apresentadas pelas aviões de propulsão turboélice incluem-se a altitude mais elevada de cruzeiro e a velocidade mais elevada de cruzeira. Neste aspecto de comparação, o único problema dos aviões turboélice de pequeno porte é o custo operacional mais alto, se comparado com aeronaves de tamanho similar com motores a pistão.
A grande maioria das unidades de Piper Navajo (conhecido também como Piper PA-31) foi fabricada sem pressurização.
A configuração básica de assentos adotada no Piper PA-31 Navajo é de sete assentos, incluindo o assento para o piloto, com corredor central na cabine de passageiros, mas sem a opção de toalete. A velocidade de cruzeiro ficou limitada a cerca de 300 km / h na versão com motor aspirado (PA-31-300) e cerca de 350 km / h na versão turbo (PA-31-310). 
Nos primeiros anos de fabricação havia a opção de motorização Lycoming IO-540 de 300 hp, aspirado e, posteriormente, foi disponibilizada a motorização Lycoming TIO-540 turbo de 310 hp. De qualquer forma, a proposta de uma aeronave executiva mais barata e econômica pela Piper foi muito bem aceita no mercado aeronáutico mundial, um grande sucesso de vendas com quase quatro aeronaves vendidas nas décadas de 1960, 1970 e 1980, incluindo as versões licenciadas para fabricação em outros países.
Posteriormente, foram criadas mais algumas versões do Navajo, a versão PA-31-350 ou Navajo Chieftain, foram introduzidos motores com turbo compressor de 350 hp e a versão PA-31P ou P-Navajo (P de pressurizado), com motores Lycoming TIGO-541 de 425 hp.
O PA-31-350 Navajo Chieftain foi lançado na década de 1970, com motor turbo mais potente de 350 hp, aumento de aproximadamente 60 centímetros de comprimento na cabine de passageiros, capacidade aumentada para até oito passageiros, uma porta de acesso para passageiros na parte traseira esquerda da fuselagem e escada embutida.
O Navajo pressurizado, por sua vez, ganhou reforços na estrutura e um motor de 425 hp.

## No Brasil
No Brasil, a Embraer produziu sob licença da Piper o modelo EMB 820 Navajo, que foi carinhosamente apelidada dentro do meio aeronáutico de "Navajão".
A produção ocorreu de 1976 até o início dos anos de 2000. A série 820C possui dois motores, tem capacidade para transportar de 6 a 8 passageiros à velocidade de 350 km/hora, no teto de 5 mil metros.

## Mercado
Por contar com trem de pouso com amortecedores de longo curso e pela capacidade de pousar e decolar em pistas de pouso sem pavimentação, o modelo é utlizado em pistas com pouca estrutura e sem pavimentação.
A Embraer adaptou uma versão com maior velocidade de cruzeiro e motores turboélice Pratt & Whitney PT6-A, que recebeu a denominação Embraer Carajá.

## Ficha técnica
- Pista de pouso: Aprox. 1.200 metros (lotado / dias quentes / tanques cheios);
- Capacidade (Navajo PA-31): 6 passageiros;
- Capacidade (Navajo Chieftain): 8 passageiros;
- Velocidade de cruzeiro (Navajo PA-31-300): Aprox. 300 km/h (300 hp);
- Velocidade de cruzeiro (Navajo PA-31-310): Aprox. 350 km/h (350 hp);
- Velocidade de cruzeiro (Navajo Chieftain): Aprox. 350 km/h (350 hp);
- Teto de serviço (aspirado): Aprox. 5.000 metros;
- Teto de serviço (turbo): Aprox. 6.500 metros;
- Motorização (Navajo PA-31-300): Lycoming IO 540 aspirado (300 hp);
- Motorização (Navajo PA-31-310): Lycoming TIO 540 turbo (310 hp);
- Motorização (Navajo Chieftain): Lycoming TIO 540 turbo (350 hp);
- Motorização (P-Navajo): Lycoming TIGO 541 E1A (425 hp);
- Peso máximo decolagem (PA-31-310): Aprox. 2.800 kg;
- Peso máximo decolagem (Chieftain): Aprox. 3.100 kg;
- Peso máximo decolagem (P-Navajo): Aprox. 3.500 kg;
- Preço (Chieftain): Aprox. US$ 385 mil (usado / bom estado de conservação);
- Preço (PA-31-310): Aprox. US$ 350 mil (usado / bom estado de conservação);
- Preço (Carajá): Aprox. US$ 750 mil (usado / bom estado de conservação);